# 23 August
23 August é uma comuna romena localizada no distrito de Constanța, na região de Dobruja. A comuna possui uma área de 74.94 km² e sua população era de 5327 habitantes segundo o censo de 2007.